# Šport u 2011.
◄◄ | ◄ | 2008. | 2009. | 2010. | 2011.  | 2012. | 2013. | 2014. | ► | ►►
Arhitektura • Astronautika • Astronomija • Biologija • Film • Fotografija • Glazba • Kazalište • Kemija • Kiparstvo • Knjige • Književnost • Kršćanstvo • Meteorologija • Medicina • Planinarstvo • Politika • Pravo • Promet • Slikarstvo • Strip • Šport • Televizija • Znanost • Zrakoplovstvo • Željeznički promet
Šport u 2011.

## Svijet

### Natjecanja

#### Svjetska natjecanja
- Svjetsko prvenstvo u vaterpolu u Šangaju u Kini: prvak Italija

#### Kontinentska natjecanja

##### Europska natjecanja
- 31. kolovoza do 18. rujna – Europsko prvenstvo u košarci u Litvi: prvak Španjolska

## Hrvatska i u Hrvata

### Smrti
- 2. lipnja – Davorin Marčelja, hrvatski atletičar (* 1924.)
- 23. listopada – Marco Simoncelli, talijanski motociklist  (* 1987.)
- 14. studenoga – Marijan Kosić, hrvatski motociklistički as (*1941.)

## Vanjske poveznice
|  | Zajednički poslužitelj ima još gradiva o temi Šport u 2011. |